# María Isabel Urrutia
María Isabel Urrutia Ocoró, född 25 mars 1965 i Candelaria i Valle del Cauca i Colombia, är en colombiansk före detta tyngdlyftare och friidrottare, numera politiker. 
Urrutia inledde sin idrottskarriär som friidrottare 1978 som 13-åring då hon satte colombianskt rekord i kulstötning. 1987 deltog hon i panamerikanska spelen och kom på en fjärdeplats i diskuskastning och en sjundeplats i kulstötning. Samma år deltog Urrutia också i världsmästerskapen där hon slutade på en 18:e plats i diskuskastning. Hon deltog i olympiska sommarspelen 1988 i Seoul där hon tävlade i både diskus och kulstötning. Urrutia slutade på en 17:e plats i diskustävlingen och på 21:a plats i kulstötningen.
Året därefter började hon tävla i tyngdlyftning och tog ett silver vid VM i Manchester. Urrutia vann totalt två guldmedaljer, fyra silvermedaljer och två bronsmedaljer i världsmästerskapen mellan 1989 och 1998. Vid olympiska sommarspelen 2000 i Sydney tog hon Colombias första guldmedalj när hon vann 75 kilos-klassen.
Hon var parlamentsledamot mellan 2002 och 2010 för Alianza Social Afrocolombiana. 2011 kandiderade Urrutia till borgmästare i Cali som Polo Democrático Alternativos representant men blev inte vald. Även 2015 kandiderade hon, denna gång för Movimiento Alternativo Indígena y Social. Hon fick totalt 0,93 procent av de totala rösterna och blev inte vald.